# Savoia-Marchetti SM.73
Savoia-Marchetti SM.73 – włoski samolot pasażerski i transportowy, skonstruowany w połowie lat 30. XX wieku i będący w użyciu cywilnym i wojskowym do zakończenia II wojny światowej.

## Historia
SM.73 został zaprojektowany w biurze konstrukcyjnym wytwórni lotniczej Savoia-Marchetti w 1933 roku, jako trójsilnikowy samolot dla linii lotniczych i transportu wojskowego. Prototyp (o rejestracji cywilnej I-SIAI) został oblatany 4 lipca 1934 roku. Po odbyciu prób (obejmowały one także loty w warunkach pustynnych), samolot skierowano w 1935 roku do produkcji seryjnej.
Pierwsze zamówienie cywilne na 12 samolotów w wersji pasażerskiej (z francuskimi silnikami Gnome-Rhône 9k) złożyły belgijskie linie lotnicze Sabena. Cztery samoloty zostały wyprodukowane w wytwórni macierzystej, na pozostałe została sprzedana licencja belgijskiej firmie SABCA.
Kolejne kontrakty nadeszły od włoskich linii lotniczych Ala Littoria oraz czechosłowackich ČSA. Ta ostatnia linia zakupiła 6 maszyn z silnikami Walter Pegas III MR2V o mocy 730 KM. Dodatkowo jeden samolot został zamówiony przez Regia Aeronautica jako 8-miejscowa maszyna do transportu ważnych osobistości. Łącznie wyprodukowano 48 egzemplarzy SM.73.
Po wybuchu II wojny światowej samoloty linii lotniczych Ala Littoria zostały przejęte przez włoskie lotnictwo wojskowe. Były użytkowane jako samoloty transportowe, obsługując przewóz materiałów i żołnierzy na front w Afryce Północnej. Tylko cztery z nich dotrwało do kapitulacji Włoch we wrześniu 1943 roku. Trzy służyły dalej w Aviazione Cobelligerante Italiana, jeden pozostał w siłach lotniczych ANR. Do końca wojny dotrwała tylko jedna maszyna, wykorzystywana jako kurierska.
Siedem samolotów belgijskich zostało ewakuowanych w 1940 roku do Wielkiej Brytanii i przejętych przez RAF. Były one używane jako transportowe na froncie afrykańskim.

## Opis konstrukcji
Savoia-Marchetti SM.73 był trójsilnikowym dolnopłatem ze stałym podwoziem, o konstrukcji mieszanej: kadłub i usterzenie zbudowane były z rur stalowych, krytych sklejką i płótnem; skrzydła miały konstrukcję drewnianą, krytą płótnem. Napęd samolotu stanowiły trzy silniki gwiazdowe, ich typ zależał od serii produkcyjnej. Maszyny włoskie były wyposażone w silniki Piaggio Stella R.C.40, Wright Cyclone SGR-1820 lub Alfa Romeo AR.126 RC.10. Napędzały one metalowe, trójłopatowe śmigła. SM.73 w wersji pasażerskiej posiadał kabinę dla 18 osób.